# Donna Corbani
Donna Corbani (Santa Barbara, 1972) is een Amerikaans-Nederlands kunstschilder en beeldhouwster.

## Levensloop
Corbani groeide op in Santa Barbara, Californië en is de dochter van een uitvinder en antiquair. Op haar veertiende begon zij met teken en schilderlessen en verhuisde in 1990 naar New York om een kunstenaarsopleiding te volgen aan het Sarah Lawrence College. In New York ontwikkelde zij haar kenmerkende figuren met spiraalgezicht. Donna Corbani is vooral een figuratieve kunstenares, geïnspireerd door onder anderen Keith Haring en Henri Matisse.
Uit liefde voor een Nederlandse man en expositie mogelijkheden verhuisde Corbani in 1993 naar Nederland. In 1998 werd zij ontdekt door Rogier Jonk, kunst promotor en zoon van Nic Jonk. Hij maakte haar bekend bij het grote publiek door de plaatsing van haar litho, "Heat Wave" in de Airmiles Catalogus van 1999, gevolgd door rondreizende exposities van Donna Corbani  samen met leden van de Cobra groep. 

## Exposities (selectie)
- 1996 - Luchthaven Schiphol

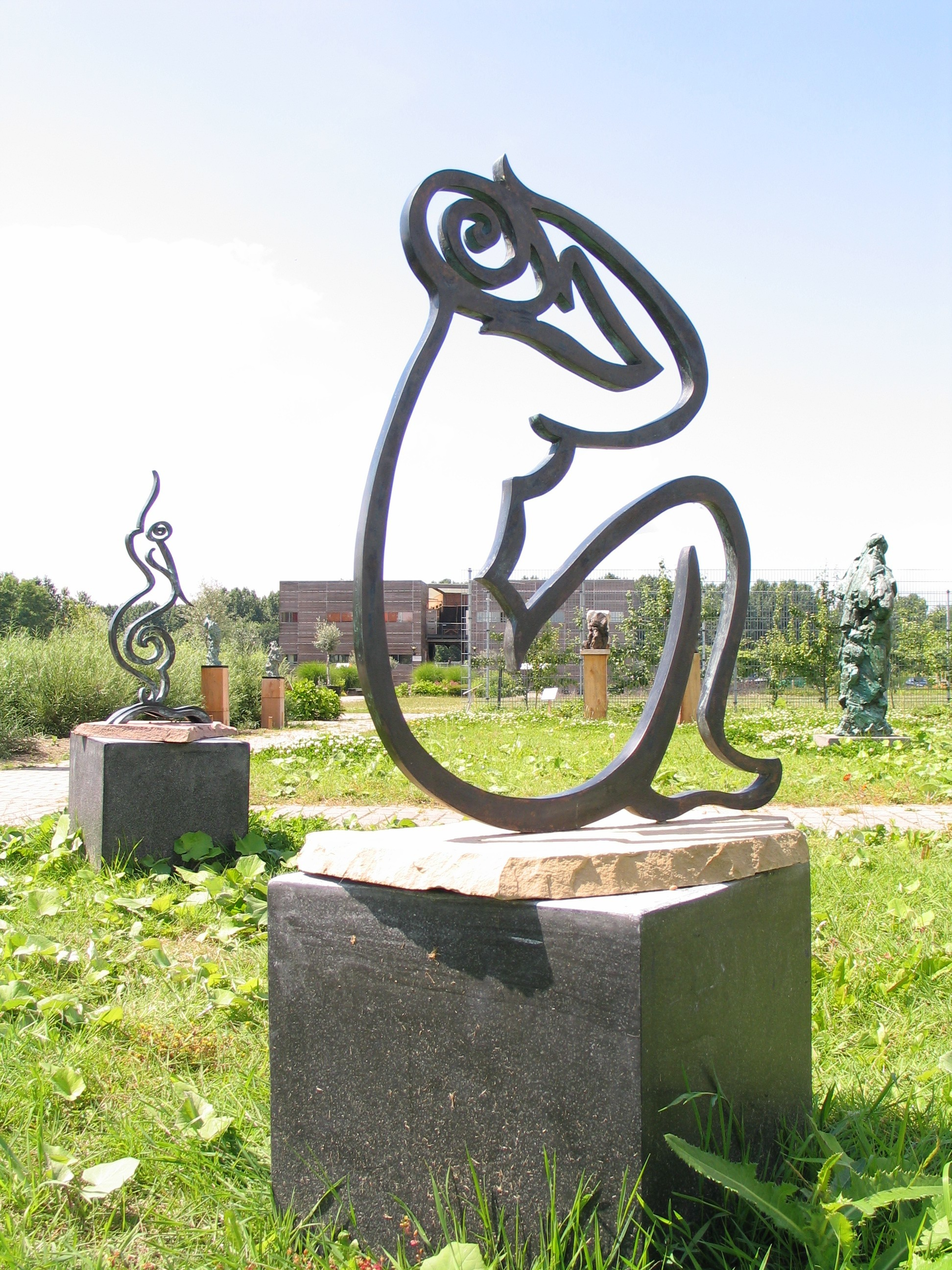
Bronssculptuur van Donna Corbani, Stadslandgoed De Kemphaan, Almere, 2005

- 1997 - Reflex Miniatuur Museum, Amsterdam
- 1998 - Rijkswaterstaat
- 2000 - Go Gallery, Amsterdam
- 2002 - Sara Meltzer Gallery, New York
- 2002 - Museum of Contemporary Art, Santa Barbara
- 2002 - Lineart, Gent
- 2002 - 't Spant, Bussum
- 2005 - Stadslandgoed de Kemphaan, Almere
- 2006 - Zandvoorts Museum, Zandvoort, solotentoonstelling "Splash"
- 2007 - Stedelijk Museum, Amsterdam
- 2009 - Zandvoorts Museum, Zandvoort
- 2011 - Keukenhof, Lisse Corbani naast Symphony of Flowers, Keukenhof 2011

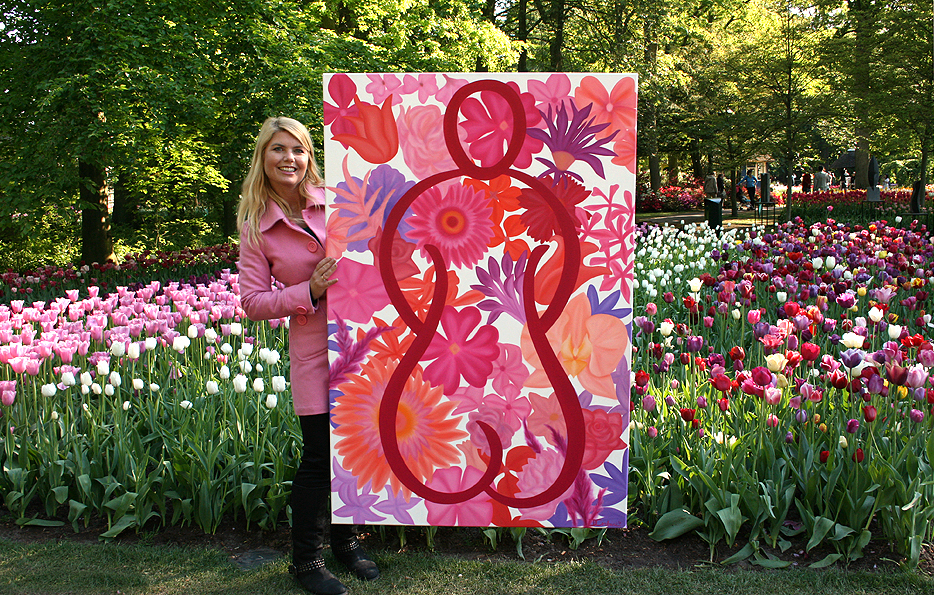
Corbani naast Symphony of Flowers, Keukenhof 2011

- 2012 - Arti et Amicitiae, Amsterdam
- 2015 - Gemeentemuseum Den Haag
- 2024 - WIHH Gallery, Amsterdam
- 2024 - Adnew Gallery, Malaga
- 2024 - Nationaal Museum De Zwarte Tulp, Lisse
- 2025 - Frans Hals Museum

## Werk in de publieke ruimte
- Kunstbankjes, Zandvoort, boulevard 2011 Kunstbankje, Zandvoort

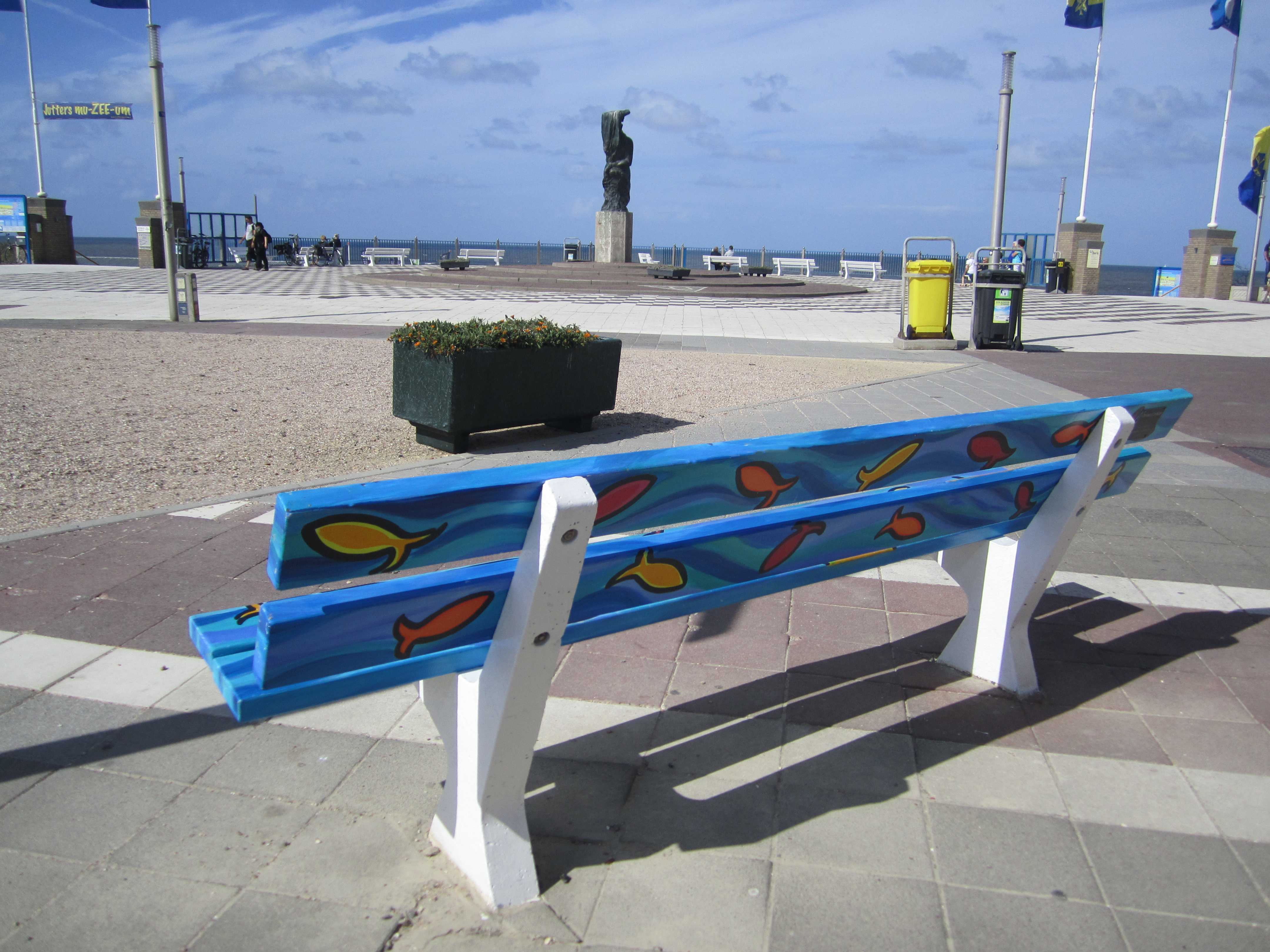
Kunstbankje, Zandvoort

- Artists for Freedom, rondreizende tentoonstelling sinds 2006
- Project Entree Zandvoort 2018
- Giant Tulp Bulb, Hillegom 2021

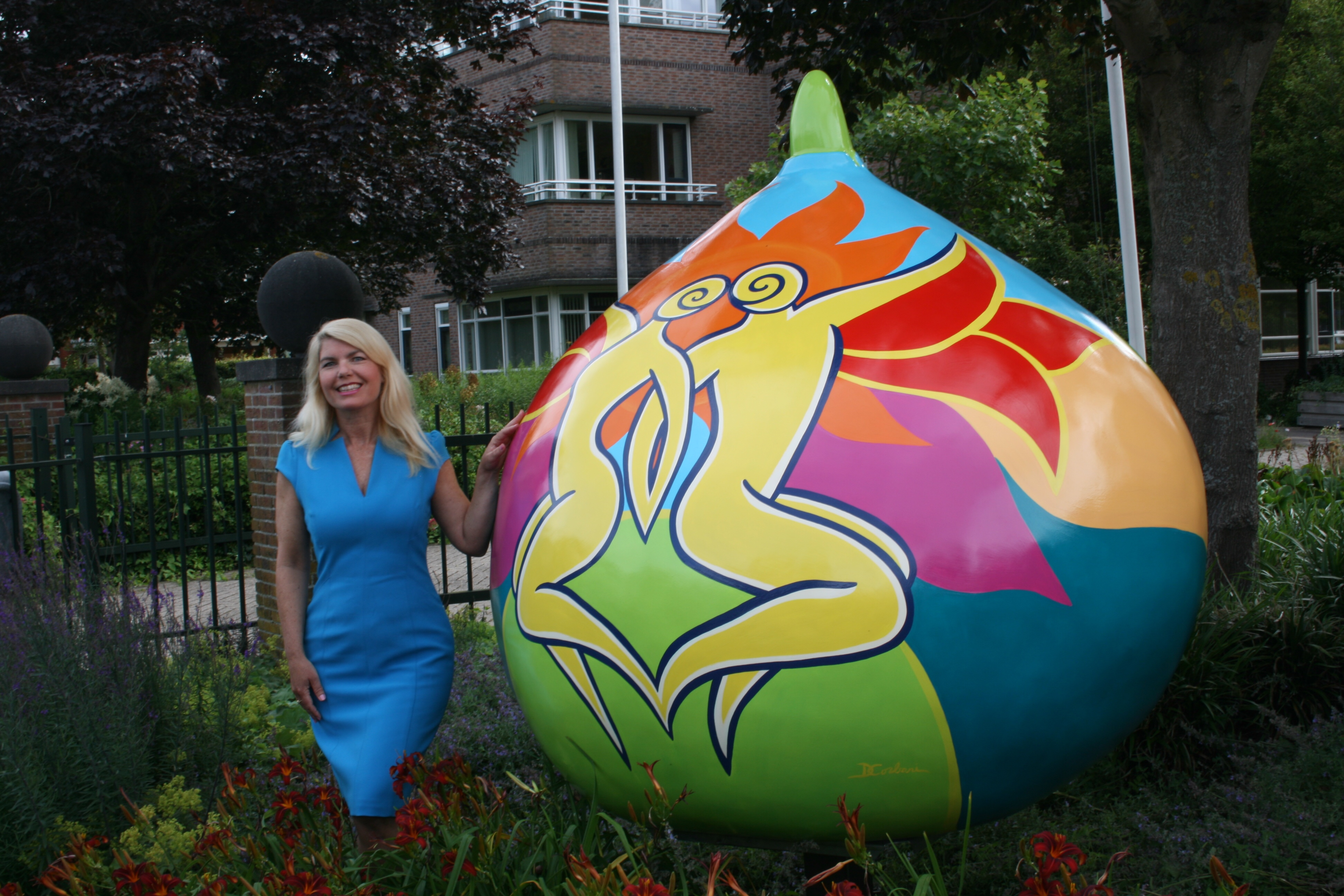
Giant Tulip Bulb aan de N208 in Hillegom 2021

- Sculptuur Tight Lines, Hoorn, Markermeer 2021
- Giant Tulp Bulb ‘Spring Spectacular’ Vennestraat 13 Lisse 2023

## Publicaties (selectie)
- Omslag Een arts van de wereld (2005), uitgeverij Bohn Stafleu van Loghum, ISBN 90 313 4659 4
- Omslag Monitoring in beeld
- RedTime, "inflight magazine" van Martinair 2006-2007
- BK-informatie 2023-3
- BK-informatie 2024-2